# Пекин Роу-Роу
«Пекин Роу-Роу» — советская и российская музыкальная группа из Ростова-на-Дону, существовавшая с 1989 по 1993 год.

## История
Создана в 1988 году художником, поэтом и музыкантом Сергеем «Тимой» Тимофеевым и примкнувшими к нему деятелями ростовской независимой арт-сцены, включая группировку Искусство или смерть.
… ПЕКИН РОУ-РОУ — обожаемый в Ростове-на-Дону и малоизвестный за его пределами, записавший лишь два альбома и так и не успевший разразиться третьим — навсегда. Не потому, что группы давно уже нет — часть музыкантов перебралась в Москву, часть — в другие образования; и нелепая смерть души ПЕКИНА — художника, поэта, музыканта Сергея «Тимы» Тимофеева — 6 июля 1993 года, от шальной пули возле ларька, к которому Сергей подошел, чтоб купить сигарет, поставив финальную точку, не сделала группу мифологически-легендарной, ранила лишь близких, которые безуспешно пытались издать эти два альбома лет пять — на виниле, еще как-то… Коврига решился — спасибо ему за это.Екатерина Борисова, 1999
Название «Пекин Роу-Роу» было придумано Дмитрием Келешьяном.
У нас была песенка с такой строчкой: «Роу-роу, роу-роу, в небе самолет!». Присказку «роу», думаю, Тима взял из названия группы Skid Row. В троллейбусе я читал газету, там была заметка, что через Ростов проходит ралли, кажется, из Парижа до Пекина. Я подумал: классно, Пекин, далекий и загадочный. Ну, и у меня в голове все это крутилось: Ростов, Пекин, «роу». А потом выскочило — «Пекин Роу-Роу»! Когда я залитовал тексты, принес их ребятам, Гоше и Тиме, и озвучил наше название. Они мне: «Что за идиотское название, а?». Но потом поняли, что это круто и круче быть не может. Это как в мантре: ничего не понятно, но энергия прет.Дмитрий Келешьян, 2018
Весной 1989 года «Пекин Роу-Роу» принял участие в ростовском рок-фестивале «Закрытая зона», проведённом в клубе РИИЖТ. Причём, «Пекины» выступили настолько мощно, что перепуганная администрация клуба обратилась к дежурному наряду милиции, который, недолго думая, обрызгал музыкантов на сцене «Черёмухой».
Первый полноценный «серьёзный» концерт «Пекина Роу-Роу» состоялся в 1989 году в актовом зале Новочеркасского политехнического института, в рамках проводимого местным рок-клубом фестиваля некоммерческой музыки (атрибуты «серьезности» — «настоящая» сцена, «настоящий» зал, полтысячи зрителей).
В ноябре 1989 года «Пекин Роу-Роу» выступил в Ростове-на-Дону на организованном Тимофеевым Празднике имени Великой Египетской царицы любви Клеопатры.
В конце 1989 года «Пекин Роу-Роу» выступил на открытии «Студия Р» в «Дунькином клубе», площадке, на которую переместилась деятельность Ростовского рок-клуба.
Первое выступление в Москве — на рок-фестивале «СыРок» в 1990 году, в одной программе с «Новым Художественным ансамблем» (Челябинск), группой «ЗГА» (Рига), «Весёлыми картинками» (Москва) и др.
Театральный и кинорежиссёр Кирилл Серебренников в 1993 году посвятил памяти Сергея Тимофеева свой документальный фильм «Шиги-Джиги, или Всё будет хорошо».
Серебренников же выступил режиссёром клипа «Пекин Роу-Роу», песенка «Резиновые ноги» (1992).
История группы закончилась в июне 1993 года. В Москве при невыясненных обстоятельствах Сергей Тимофеев получил огнестрельное ранение в живот и скончался в больнице Склифосовского.
Наибольшую известность нескольким музыкантам, игравшим в «Пекине Роу-Роу», принес впоследствии поп-проект «Запрещённые Барабанщики» (В. Пивторыпавло, М. Кузнецов).
В 2010 году ряд музыкантов «Пекин Роу-Роу» во главе с гитаристом и аранжировщиком Дмитрием Келешьяном организовали группу «Хуже, чем дети», репертуар которой состоит из старых «классических» хитов «Пекин Роу-Роу» и нового материала.
В 2018 году усилиями Олега Ковриги лейблом Отделение «Выход» (Москва) был издан CD/DVD «Живая сила»/«Бесамемуча», коллекционный бокс, включающий, помимо двух альбомов группы, клипы и документальный фильм Кирилла Серебренникова «Шиги-Джиги, или Всё будет хорошо». Презентация издания состоялась 28 сентября 2018 года на родине «Пекинов», в художественной галерее «Ростов».

## Дискография
- 1990 — «Бесамемуча». Магнитоальбом, 1990, Студия «ПО», Ростов-на-Дону[18].
- 1992 — «Живая сила». Магнитоальбом, 1992, Студия «ПО», Ростов-на-Дону.
- 1995 — «Живая сила». МК, 1995, «Ассоциация сиреневых точек», Ростов-на-Дону.
- 1998 — «Бесамемуча» / «Живая сила». МК, 1998, Отделение «Выход», Москва[5][19].
- 1998 — «Зоопарк Русского Рока» (сборник). МК, 1998, Отделение «Выход», Москва[20].
- 2018 — «Живая сила»/«Бесамемуча». CD/DVD, 2018, Отделение «Выход», Москва[11][15].

## Группы-побратимы
- Братья Гадюкины (Львов)[21]

## Пекин Роу-Роу в культуре
- В 1998 году Геннадий Рыгалов (ростовский театр пластики «Пластилиновый кот») использовал в своём спектакле «Босх-2» песенку Пекин Роу-Роу «По улице Садовой» (сцена «Слепые»)[22].
- 30 мая 2009 группа «Звери» на своём концерте в зале МХАТ им. М. Горького исполнила песню Сергея Тимофеева «Весна» из репертуара группы Пекин Роу-Роу.
- В 2009 песня «Шиги-Джиги» вошла в саундтрек к новелле Кирилла Серебренникова «Поцелуй креветки» (в составе киноальманаха «Короткое замыкание»).
- В 2012 году в телесериале «Местные новости» (телеканал «Россия») была использована песня Пекин Роу-Роу «Жу-жу».